# Приморское морское пароходство
«Приморское морское пароходство» — советская и российская судоходная компания, осуществляющая морские перевозки наливных грузов. Полное наименование — Открытое акционерное общество «Приморское морское пароходство». Штаб-квартира — в Находке.

## История
Появление находкинского пароходства было связано со строительством нефтеналивного порта в заливе Находка в 1960-е годы. До 1969 года танкерный флот Находки, состоящий из 43 танкеров, относился к Дальневосточному пароходству. В 1972 году на базе имеющегося флота было созданное самостоятельное судоходное предприятие — «Приморское морское пароходство». До 1990-х годов большая часть перевозок приходилась на каботаж — транспортировку нефтепродуктов в удалённые районы Дальнего Востока и Крайнего Севера. В 1992 году предприятие было приватизировано, в последующие 1,5 года проведена консолидация акций в руках менеджмента компании. В 1996 годы проведена структурная реорганизация предприятия, в результате которой структурные подразделения были выделены в подконтрольные дочерние компании. Флот пароходства был выведен в оффшорное государство.
В 2006 году из-за конфликта с энергетиками города руководство компании заявило о возможной перерегистрации пароходства на Сахалине.

## Собственники и руководство
«Приморское морское пароходство» входит в корпорацию PRISCO.
58 % акций пароходства принадлежит номинальному владельцу ЗАО «ИНГ Банк», 13 % — номинальному держателю ЗАО «Депозитарно-клиринговая компания», 20 % — Apington Investments Limited на Британских Виргинских островах. Председатель совета директоров корпорации Александр Кириличев контролирует около 75 % акций компании.
Аудитором пароходства долгое время остаётся аудиторская компания «Моор Стивенс», имеющая филиал во Владивостоке, которая также обслуживает ДВМП и Новошип.
Штат головной компании составляет 66 человек (на 2010 год), с учётом дочерних компаний — около трёх тысяч человек.
Пароходство имеет доли в уставном капитале 11 компаний, наиболее крупными из которых являются: «Приско Капитал Банк» (доля участия в уставном капитале — 95,22 %), страховая компания «Защита-Находка» (44,77 %), «АйЭсЭс-Приско» (50 %), а также
инвестиционная финансовая компания «Приско Стокс» (79,75 %).

## Деятельность
До 1 июля 2016 г. Компания осуществляла морские перевозки нефтепродуктов по всему миру, а также в период с 2004 по 2011 годы участвовала в перевозках сырой нефти по проектам «Сахалин-1» и «Сахалин-2». В рамках проекта «Сахалин-2» продолжает участие (25 %) в совместной эксплуатации LNG «Гранд Мерея».
В период своего наибольшего развития (конец 2010 года) Корпорация эксплуатировала 19 танкеров и 2 балкера общим дедвейтом 1 миллион 892 тысячи 221 тонна. Основой флота были суда ледового класса, в том числе крупнотоннажные, оборудованные для работы в условиях замерзающих морей.
Коммерческое и техническое управление оффшорным флотом пароходства до 2016 года осуществляла компания PRISCO(SINGAPORE)PTE LTD.

## Техногенные аварии
Наиболее известный случай загрязнения моря нефтепродуктами судами «ПМП» произошёл с танкером «Находка» у берегов Японии 2 января 1997 года. Судно следовало из китайского порта Джоушан в порт Петропавловск-Камчатский. Во время шторма в Японском море танкер разломился надвое и затонул, около 5000 тонн дизельного топлива вытекло в море, загрязнённым оказалось 800 км побережья Японии. Сумма экологического ущерба составила свыше $ 220 млн. Но это судно на момент аварии уже выбыло из состава ПМП и находилось в компании « Приско — Трафик»